# سيل حطامي وحلي

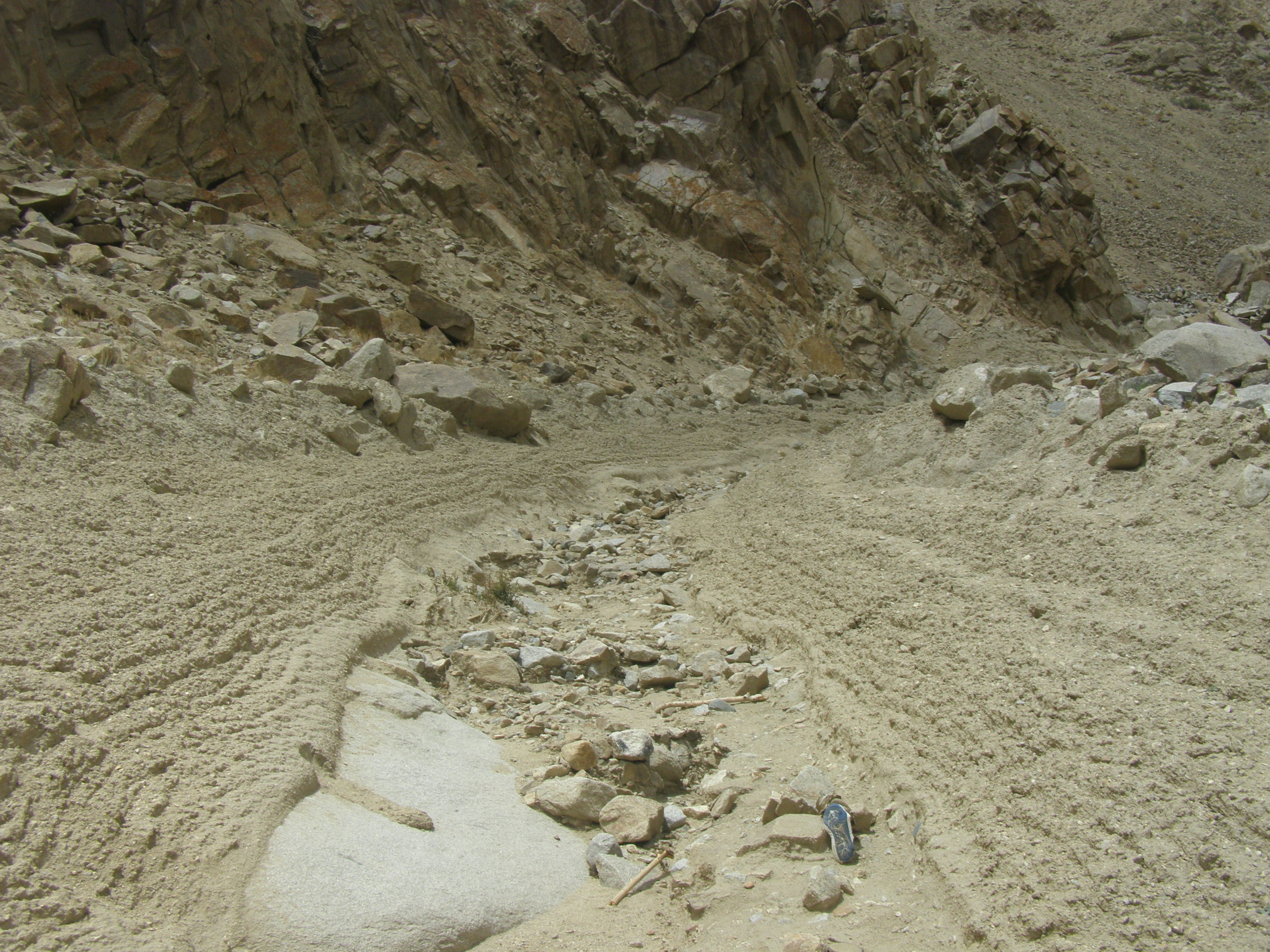
رواسب في قناة سيل حطامي وحلي بعد عواصف عام 2010 في لداخ في الهند

السيل الحطامي الوحلي هو ظاهرة جيولوجية حبث تنساب كتل من الطمي المشبع بالماء والمختلطة بفتات صخور على جوانب الجبال وتتشعب في قنوات. يجرف هذا السيل كل ما في طريقه ويخلف رواسب طينية سميكة على أراضي الأودية.

## أسماء أخرى
يُطلق على السيل الحطامي الصخري أسماء أخرى منها: جريان الحطام الصخري أو الانسياب الحطامي الصخري أو تدفق الحطام أو تدفق المفتتات الصخرية أو تدفق الحتات الصخرية أو سريان الحطاميات أو انسياب هشيم الصخر.